# Philippine Studies
Philippine Studies (« Études philippines ») est une revue scientifique à comité de lecture. Son domaine d'étude est la philippinologie (en), néologisme désignant l'étude des Philippines et de ses habitants. Fondée en 1953, la revue est toujours active en 2022.

## Historique

### Fondation et premières années
Durant les treize premières années, la ligne éditoriale de la revue reflète la volonté de ses créateurs de créer une société philippine fondée sur les enseignements de l'Église catholique et valorisant une troisième voie entre le communisme et le libéralisme. Les articles publiés à cette époque visent une réforme sociale, mais lancent également des avertissements sur la menace communiste qui pèse sur les Philippines et le monde. Parallèlement à ces documents, on trouve des études littéraires et historiques qui soutiennent également, mais de manière plus indirecte, le projet de réforme sociale d'inspiration catholique.
Malgré ces déclarations de non-alignement, certains chercheurs du début du XXIe siècle estiment que les intérêts américains durant la guerre froide ont systématiquement infiltré les organes intellectuels philippins et notamment la revue Philippine Studies, au moment même où la recherche postcoloniale en sciences humaines et sociales se développait.

### Après 1986
Après 1986 et la destitution de Marcos, les n-gramme tendent à montrer que le champ d'étude de la revue intéresse de moins en moins les chercheurs. De ce fait, certains s'interrogent sur la place qu'ont joué les États-Unis dans la popularité de ce champ d'études durant les quarante années qui ont suivi la seconde guerre mondiale et s'élèvent pour réclamer des études philippines débarrassées de leur influence postcoloniale.

## Champs d'étude
La ligne éditoriale de la revue est que l'étude du passé ets le fait des historiens, mais aussi de chercheurs d'autres disciplines ; l'approche ethnographique est privilégiée par rapport à l'étude du temps présent. Une sensibilité comparative et transnationale est encouragée, y compris en recourant à des chercheurs non spécialisés dans l'étude des Philippines.

## Gouvernance
La revue est publiée par l'université Ateneo de Manila à une fréquence trimestrielle.